# Gino Lacquaniti
Gino Lacquaniti, all'anagrafe Luigi Lacquaniti (Palmi, 11 novembre 1901 – Palmi, 31 maggio 1982), è stato un geografo, poeta e saggista italiano.

## Biografia
Gino (Luigi) Lacquaniti è nato a Palmi (Reggio Calabria) l’11 novembre 1901. Conseguita la licenza ginnasiale presso il locale Regio Ginnasio e successivamente il diploma del Regio Corso Magistrale della città, insieme con Felice Battaglia, Domenico Antonio Cardone, Nino Fondacaro, Michele Loiaconi e altri, fondò un periodico letterario Ebe a cui aderirono anche professionisti affermati nell’insegnamento e nell’attività forense. Il sodalizio culturale però, tra il 1921 e il 1925, temporaneamente si sciolse perché i più giovani collaboratori si trasferirono in altre città per frequentare l’università e il Lacquaniti, chiamato a prestare servizio militare di leva, partì per Torino per frequentare la Scuola Allievi Ufficiali nell’Arma di Artiglieria Alpina del Regio Esercito. Nominato Sottotenente, concluse il servizio militare nel 1923 e tornato a Palmi intraprese la carriera dell’insegnamento elementare. Nel 1925 i vecchi amici, nel frattempo riunitisi, diedero vita ad un sodalizio più complesso che si chiamò “Rivista del Fondaco di Cultura”. La poesia, sua prima forma espressiva letteraria, trova forma e organizzazione in un volume intitolato Luci sul mare che appare nel 1934 edito dalla casa editrice Saturnia, Alessandria. Nello stesso anno il Lacquaniti, incoraggiato dal Commissario Prefettizio del tempo, costituì ex novo il primo nucleo della Biblioteca comunale Domenico Topa di Palmi di cui si occupò fino al 1940, con una interruzione nel periodo 1935/38, durante il quale prese parte alle operazioni militari in Africa.
Nel 1939, a cura della casa editrice Appenninia di Palmi, vede la luce una seconda raccolta poetica Strade e cieli, dove, come nella prima antologia, Lacquaniti manifesta la sua verve poetica molto vicina alle correnti crepuscolari e decadenti. È in questo periodo che Lacquaniti per rendere gli studi multidisciplinari, fino a quel momento coltivati, meno dispersivi e frammentari nonostante la sua non comune versatilità, e per dare una risposta adeguata agli impegni culturali e organizzativi, operò una decisa scelta di campo, avviandosi allo studio sistematico della Geografia e alle ricerche geografiche. Un interesse, questo per la Geografia, che risaliva ai banchi di scuola e che si sarebbe ben presto trasformato in una vera vocazione che aveva tratto impulso, da un lato, dalla lettura di alcune riviste geografiche capitate casualmente tra le mani e che gli avevano fatto scoprire una geografia diversa di quella dei testi scolastici, e, dall’altro, dagli ampi panorami che si godono dalla villa comunale e dal Monte Sant’Elia, che hanno avuto un valore autodidattico rilevante perché hanno affinato il suo spirito di osservazione, reso più acuto il suo senso estetico e più profondi i sentimenti verso la natura.
Il sentiero della Geografia percorso dal Lacquaniti fu difficile, lungo e solitario perché lo sviluppo della sua personalità geografica avvenne senza una guida, lontano dal mondo accademico, e maturò in un contesto culturale che, decisamente orientato in senso umanisticamente filosofico e letterario, era chiuso alla Geografia ritenuta una disciplina naturalistica.
Il suo primo articolo su I bradisismi calabresi lo pubblicò nel 1926 nella rassegna locale “Albori”, a cui fecero seguito alcuni articoli divulgativi tra cui Bellezze naturali della Calabria: il monte S. Elia (1929), in cui aspetti fisici ed aspetti estetici trovano un felice momento di sintesi. Nel frattempo, non più tanto giovane, e sposato con figli, si era iscritto al Magistero di Messina, dove conseguì la laurea in Lettere che gli aprì la strada all'insegnamento secondario.
Gli anni ’40 furono gli anni nel quale Lacquaniti cominciò a cogliere le prime significative affermazioni. I suoi articoli e note originali venivano pubblicate nelle riviste specializzate di Geografia (“Rivista geografica Italiana”, “Bollettino della Società Geografica Italiana”, “L’Universo”) e a riconoscimento della attività scientifica venne chiamato (1945) a coprire il posto di assistente straordinario di Geografia presso l’Istituto Universitario Orientale di Napoli, dove rimase fino al 1950, stimato collaboratore del prof. Elio Migliorini direttore dell’Istituto e ordinario di Geografia Politica ed Economica.
Nel 1941 pubblicò una Nota sugli studi per la conoscenza geografica della Calabria, che rappresentò il primo studio completo di bibliografia geografica ragionata sulla Calabria, ma anche il primo lavoro con cui un calabrese dimostrava interesse per tale genere di studi, rompendo una tradizione culturale che non aveva mai avuto aperture verso la Geografia.
Seguirono articoli e note che si segnalavano per le osservazioni geografiche, ma anche perché aprivano alla conoscenza di temi e problematiche di geografia fisica e antropica della Calabria. Si ricordano un breve ma conciso scritto sugli Spostamento di sito di alcuni centri abitati della Piana di Palmi in relazione ai terremoti del 1783 (1942); una sintetica nota su Agricoltura, vie di comunicazione e porti in Calabria secondo la morfologia (1942), che offriva interessanti spunti per eventuali successivi studi; un breve ma compiuto articolo sull’evoluzione degli insediamenti umani in Calabria (1946) e poi un’importante ricerca (1949) sul glacialismo quaternario in Calabria, che, individuando forme glaciali in Aspromonte, sovvertiva il convincimento che la Calabria fosse rimasta esclusa da un tale fenomeno e apriva una capitolo nuovo per studi più approfonditi; e ancora una breve ma succosa monografia sul Dossone della Melia (1950), a dimostrazione che il breve istmo montagnoso di collegamento tra il gruppo della Serra e l’Aspromonte è una compiuta regione geografica. Nel 1952 individuò, con un gruppo di volontari, la cripta di san Fantino il Vecchio tra le rovine dell'antica Tauriana.
Dal 1º ottobre 1953, vincitore di concorso, venne nominato straordinario di Storia e Geografia presso l’Istituto Nautico di Riposto (Catania) e nell’anno successivo venne trasferito in quello di Messina dove rimase fino al 30 settembre 1962 poiché dal 1º ottobre dello stesso anno andò, con passaggio alla cattedra di Italiano e Storia, a Palmi presso l’Istituto Tecnico Commerciale, dove gli venne affidata la presidenza che mantenne fino alla fine della carriera. Nel 1955, in collaborazione con Antonino Basile, Nicola De Rosa, Giuseppe Pignataro, Francesco Salerno, Francesco Cipri e Antonino Nasso, fondò il museo di etnografia e folklore "Raffaele Corso" sito in Palmi all'interno di Palazzo San Nicola. Negli anni di insegnamento secondario a Messina, nonostante facesse il pendolare da Palmi, continuò a pubblicare articoli e note che erano soprattutto spunti per nuove ricerche in una regione che negli aspetti geografici era tutta da esplorare. Si ricordano gli articoli su Lo stato attuale delle conoscenze sul Carsismo e sulla idrografia sotterranea in Calabria (1955), che rappresentava il primo contributo di un certo interesse in questo campo; sugli Aspetti geografici della vita agricola e pastorale del Poro in Calabria (1957), in cui venivano messi in evidenza gli aspetti geografici del fatto turistico. Intanto aveva ottenuto nell'anno accademico 1955/56 l’incarico di insegnamento presso la cattedra di Geografia Economica dell’Università degli Studi di Messina, incarico che mantenne fine al limite della carriera (1971/72), nel frattempo aveva conseguito la libera docenza in Geografia (1959).
Negli anni ’60 e ’70, se si escludono alcuni articoli divulgativi pubblicati su “Tuttitalia” e riferiti alla Piana di Palmi (1963) e al gruppo della Serra (1963), uno scritto su Le aree secondarie socio-economiche della Calabria (1969) e una nota di aggiornamento – “Calabria oggi” (1973) – sulle condizioni antropiche ed economiche della regione, la produzione è rivolta prevalentemente al turismo ed ai suoi aspetti geografici (1975 e 1976), visti anche in funzione di una programmazione turistica (1973) e altresì alla geografia umana della Calabria, con la pubblicazione di un volumetto Calabria – Natura e storia in cui il Lacquaniti, in undici agili saggi, descrive le sub regioni umane in cui è divisibile la Calabria, e per ognuna di esse mette in evidenza la personalità e gli aspetti geografici. Nello stesso periodo egli fu fondatore e presidente della sezione regionale calabrese dell'Associazione italiana insegnanti di geografia.
Il prof. Lacquaniti è morto il 31 maggio 1982 a Palmi.

## Opere

### Pubblicazioni scientifiche
- I bradisismi calabresi, Monografia - Testo a stampa, Albori: rassegna quindicinale di vita e cultura calabrese, Stab. tip. A. Genovesi & Figli, 1926, Palmi.
- Bellezze naturali della Calabria: Il monte S. Elia, Monografia -  Stab. tip. Orfanelli, 1929, Polistena.
- Morfologia e toponomastica nell'Aspromonte nordoccidentale, l’Universo, XII (1941), pp. 99–106.
- L'insegnamento della Storia e Geografia nella scuola elementare, conferenza, Palmi 14-10-1938, Tip. Palermo, Palmi 1941.
- Nota sugli studi per la conoscenza geografica della Calabria, Chicca, Tivoli 1941.
- Nota sugli studi per la conoscenza geografica della Calabria, Archivio storico per la Calabria e la Lucania, XI (1941), pp. 269–84.
- Spostamento di sito di alcuni centri abitati della Piana di Palmi in relazione ai terremoti del 1783, Boll. Soc. Geogr. Ital., vol. VIII, Sr. VII (1942), pp. 40–42.
- Domenico Topa (nota necrologica), Archivio Storico per la Calabria e la Lucania, XII (1942), pp. 19–21.
- Agricoltura, vie di comunicazione e porti in Calabria secondo la morfologia, Boll. Soc. Geogr. Ital., vol. VIII, Sr. VII (1942), pp. 167–69.
- Il Paleotimavo e l’antica idrografia subaerea del Carso Triestino, Boll. Soc. Geogr. Ital., Sr. VII (1942), pp. 108–9.
- La Piana di Palmi, L’Universo, XXIV (1943), pp. 215–20.
- Morfologia ed evoluzione degli abitati della Calabria. Considerazioni antropogeografiche, Boll. Soc. Geogr. Ital., vol. XI, Sr. VII (1946), pp. 31–6.
- La colonizzazione della Nigeria Francese, Boll. Soc. Geogr. Ital., vol. VIII, Sr. VII (1947), pp. 31–3.
- La frana quaternaria del Monte Peròn nelle Dolomiti (Masiere di Vedana), L’Universo, XXVII (1947), pp. 347–57.
- Caratteri morfologici della valle del Piave tra Longarone e Ferer. Considerazioni antropogeografiche, Boll. Soc. Geogr. Ital., vol. XII, Sr. VII (1947), pp. 128–31.
- Programma di ricerche sovietiche nell’Oceano Pacifico, Boll. Soc. Geogr. Ital., VII (1947), pp. 134–5.
- Note antropogeografiche sui Piani d’Aspromonte, Rivista Geog. Ital., LV (1948), pp. 172–85.
- Costituzione geologica degli insediamenti urbani nell’Albania. Forma di abitati e caratteristiche dell’abitazione, Boll. Soc. Geogr. Ital., VII (1948), pp. 243–7.
- Vita e abitazioni temporanee nel Piano di Arano (Altopiani d’Abruzzo), Folklore, III (1948), pp. 24–8.
- L’escursione geografica interuniversitaria nel Salernitano, Boll. Soc. Geogr. Ital., vol. II, VIII (1949), pp. 331–4.
- I circhi glaciali della Serra Cannavi nell’Aspromonte ed il limite altimetrico wurmiano delle nevi (Appennino Calabrese), Boll. Soc. Natur. Napoli, LVIII (1949), pp. 81–91.
- Il Dossone della Melia (Calabria Meridionale), Riv. Geogr. Ital., LVII (1950), pp. 20–39.
- Le tracce glaciali quaternarie e l’antico limite altimetrico delle nevi nell’Aspromonte, Atti della XLII Riun. della Soc. per il Progresso delle Scienze, Roma 1948, Roma, 1951 pp. 141–6.
- Variazioni di linee di spiaggia nei golfi di Sant’Eufemia e di Gioia (Calabria Tirrenica), Atti del XV Congr. Geogr. Ital., Torino 1950, vol. I, pp. 278–83.
- La Piana di Palmi in Calabria. Contributo nel repertorio dei nomi territoriali italiani, Atti del XV Congr. Geogr. Ital., Torino 1950, vol. II, pp. 826–30.
- XVII Escursione geografica interuniversitaria (Calabria meridionale), 29 maggio – 3 giugno 1951, Palmi, Tip. G. Palermo, 1951, p. 19.
- Forme di erosione della costa tirrenica della Calabria meridionale, Riv. Geogr. Ital., LIX (1952), pp. 261–9.
- Note morfologiche su un lembo di calcari concrezionati presso Palmi (Calabria), Riv. Geogr. Ital., LXII (1955), pp. 139–42.
- Le case rurali e le capanne del Monte Poro in Calabria, Folklore della Calabria, II (1957), Palmi, Tip. Palermo, pp. 84–91.
- Lo stato attuale delle conoscenze del carsismo e sull’idrografia sotterranea in Calabria, Atti XVII Congr. Geogr. Ital., Bari, 1957, Vol. II, pp. 113–23.
- Attualità e potenzialità del movimento turistico in Calabria, Atti XVII Congr. Geogr. Ital., Bari, 1957, Vol. II, pp. 608–16.
- Aspetti geografici della vita agricola e pastorale dell’Altopiano del Poro in Calabria, Atti XVII Congr. Geogr. Ital., Bari, 1957, Vol. III, pp. 459–67.
- Alcune notizie sulle grotte marine della Calabria, Atti XVII Congr. Geogr. Ital., Bari, 1957, Vol. III, pp. 94–95.
- Studi sulla geografia della Calabria, Almanacco Calabrese, Roma, Ist. Grafico Tiberino, 1958, pp. 149–56.
- Ricordo di Gian Ludovico Bertolini, La Geografia nelle Scuole, IV (1959), pp. 132–4.
- Anfiteatro sul Tirreno, Tuttitalia, Enciclopedia dell’Italia antica e moderna, Calabria, n. 142, 1963 pp. 116–22.
- Considerazioni sulle premesse geografiche dei piani di sviluppo economico, La Geografia nella Scuola., VII (1963), pp. 140–2.
- Boscose serre, Tuttitalia, Enciclopedia dell’Italia antica e moderna, Calabria, n. 142, 1963 pp. 164–6.
- Cenni sulle condizioni geografiche della provincia di Reggio Calabria e itinerari delle escursioni, Monografia - Testo a stampa, Convegno nazionale AIIG, Reggio Calabria-Palmi-Locri, 27-30 dicembre 1965, Napoli, La buona stampa, 1965.
- Geografia Economica d’Italia: Basilicata e Calabria, intervista televisiva, RAI TV, 9 luglio 1968.
- Le aree secondarie socio-economiche della Calabria, Il Tempo, Roma, 22 aprile 1969.
- La Piana di Palmi negli scritti dei geografi del ‘700 e dell’’800, Historica, n.3, XXIV (1971), pp. 153-65.
- Palmi e la Piana, Monografia, Rotary Club Palmi, Ed. De Luca, Salerno (1971).
- Aspetti geografici della programmazione turistica, Calabria Turismo, aprile-giugno 1973, pp. 23-28.
- Calabria oggi, La Geografia nella Scuola, n. 6, XVIII (1973), pp. 207-13.
- Una piccola regione della Calabria. Il Poro, Scritti geografici in onore di Riccardo Riccardi, Parte I, Memorie della Soc. Geogr. Ital., Vol. XXXI, Roma, 1974, pp. 385-94.
- Turismo e paesaggio geografico nella Calabria tirrenica, Calabria Turismo, n. 22-23, 1975, pp. 27-30.
- Aspetti geografici e turistici dell’Aspromonte, Calabria Turismo, n. 30, 1976, pp. 31-36.
- Calabria. Natura e storia, Edizioni Frama Sud, Chiaravalle Centrale (CZ), 1979.
- La Varia di Palmi, Calabria Sconosciuta, rivista trimestrale di cultura e turismo , 7/8 (1979) , pp. 16-20.
- Il Poro, 'Calabria sconosciuta', n. 5, 1979.
- Per il geografo è un paradiso, 'Calabria' - mensile di notizie e commenti del Consiglio regionale della Calabria, 1988, n.41-42 (set.-ott.), pp. 56-59.
- La Varia di Palmi: tradizione, fede e folklore, 'Calabria' - mensile di notizie e commenti del Consiglio regionale della Calabria, 1990, n.63 (ago.), pp. 130-131.
- Le botteghe artigiane di Seminara, Testo a stampa, 'Calabria' - mensile di notizie e commenti del Consiglio regionale della Calabria, 1992, n.83 (giu.), pp. 151-152.
- Grande montagna tra cielo e mare, 'Calabria' - mensile di notizie e commenti del Consiglio regionale della Calabria, 1992, n.84 (lug.), pp. 80-83.

### Saggi
- Caratteristiche feste calabresi - La Varia con notizie storiche sul culto e la festa della Madonna della Sacra Lettera che si venera in Palmi, Ed. G.Palermo, 1938, Palmi.
- La "Varia" di Palmi: Origine e significato di una caratteristica festa religiosa, Tip. Zappone, 1948, Palmi

### Raccolte poetiche

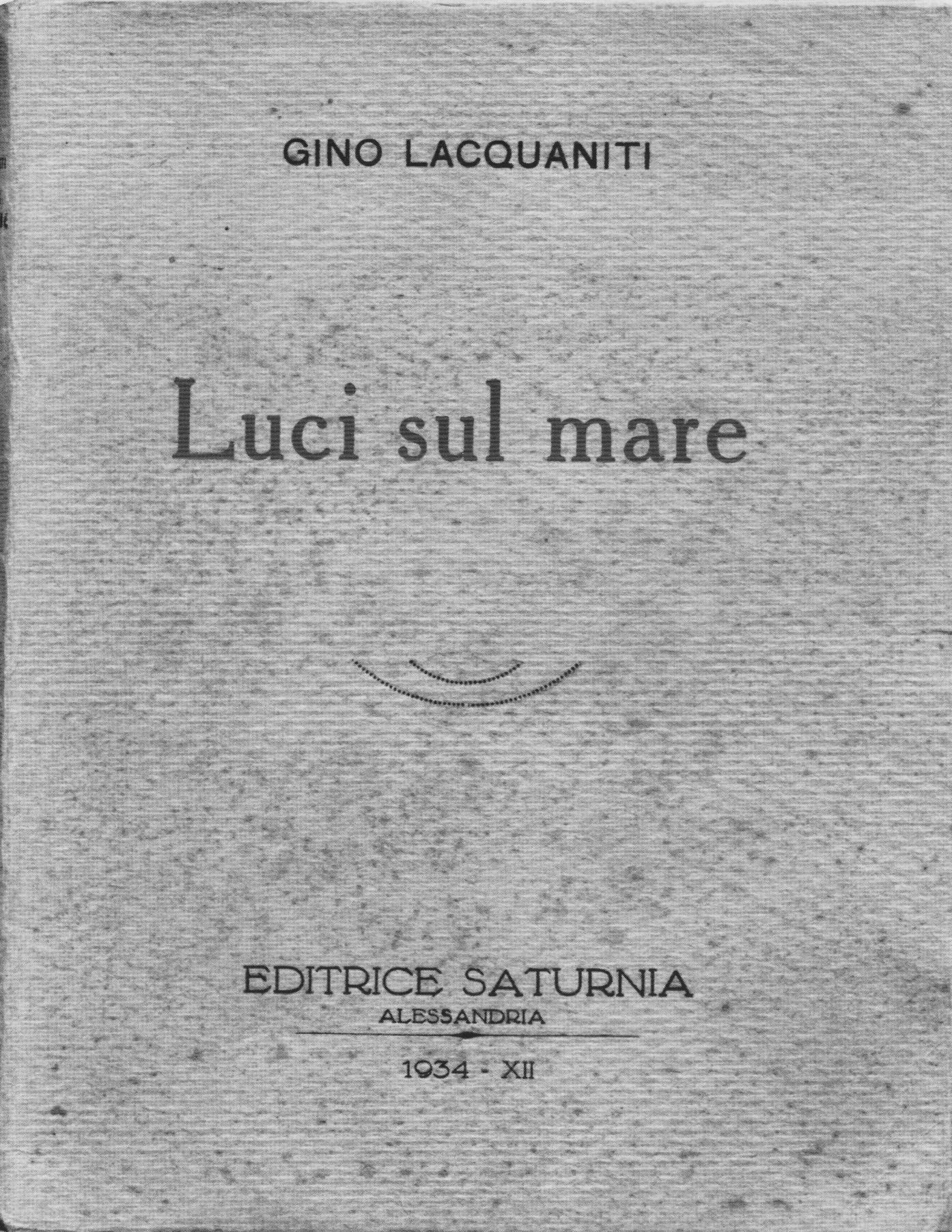
Luci sul mare, Ed. Saturnia, 1934, Alessandria.

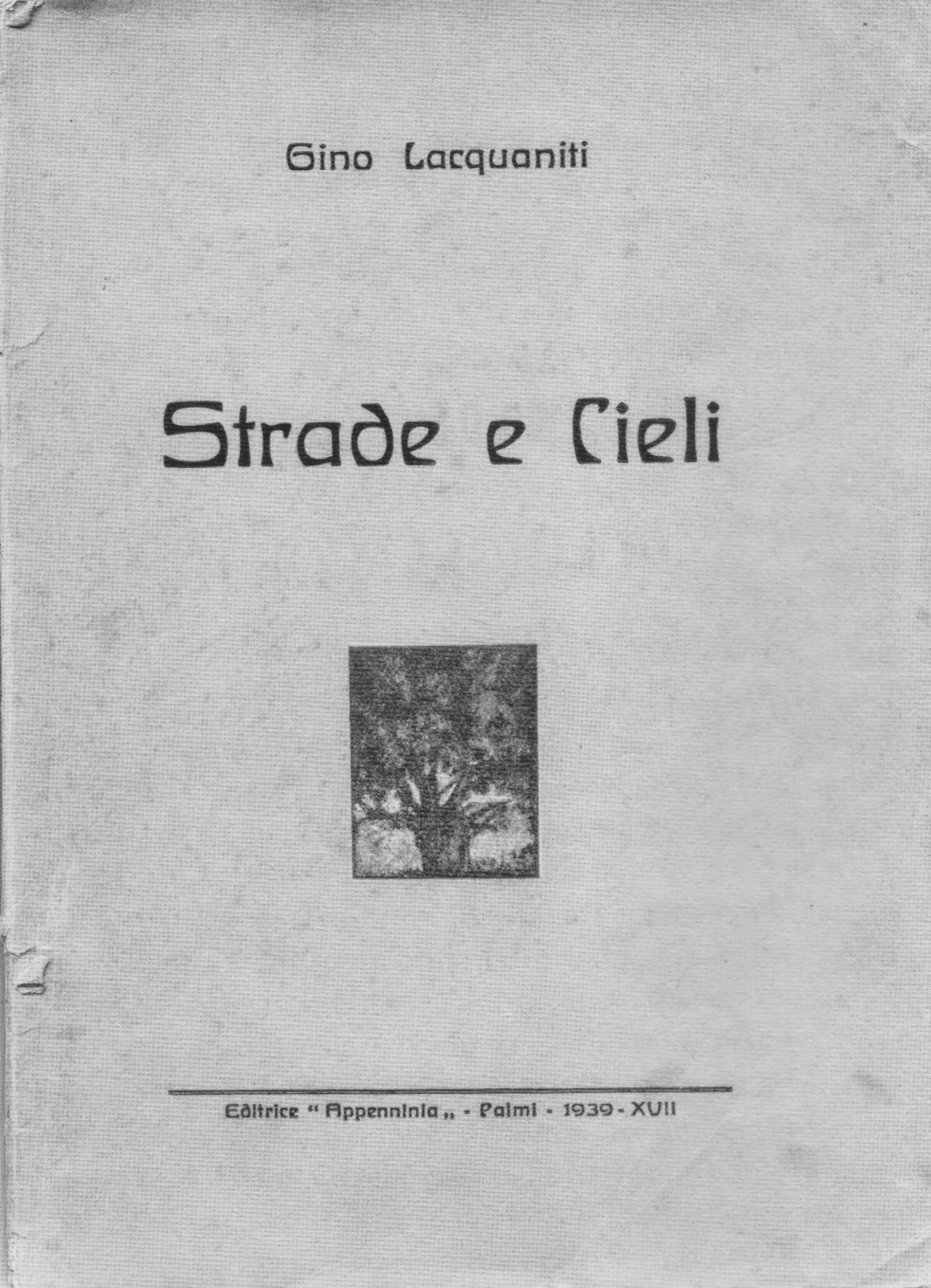
Strade e cieli, Ed. Apenninia, 1939, Palmi.

- Luci sul mare, Ed. Saturnia, 1934, Alessandria.
- Strade e cieli, Ed. Appenninia, 1939, Palmi.

## Riconoscimenti
- 1977, Premio Letterario Nosside - Rotary International, 210º Distretto, Club di Locri.
- 1987, convegno di studio sulla Calabria in onore di Luigi Lacquaniti - AIIG, Casa della Cultura, Palmi.
- 1987, intitolazione laboratorio di Geografia Economica presso la facoltà di Economia, Università degli Studi di Messina.
- 1992, intestazione Borsa di Studio "Fondazione Bonino-Pulejo", Università degli Studi di Messina.
- 1996, intitolazione via cittadina, Città di Catanzaro.
- 2001, omaggio a Luigi Lacquaniti a cent'anni dalla nascita (posa di epigrafe), Città di Palmi, Pro loco di Palmi.
- 2014, omaggio a Luigi Lacquaniti[25], poeta, geografo, preside emerito dell'ITC "Einaudi", Istituto d'Istruzione Superiore "Einaudi - Alvaro"[26], Comune di Palmi.